# سيانواسيتيلين
السيانواسيتيلين (Cyanoacetylene) هو مركب عضوي له الصيغة الكيميائية C3HN أو H-C≡C-C≡N. هو أبسط سايناپولياين. تم الكشف عن السيانواسيتيلين بأساليب طيفية في السحب بين النجوم، وفي ذؤابة المذنب هيل-بوپ وفي الغلاف الجوي لقمر زحل تيتان، حيث أنه يُشكّل في بعض الأحيان سُحُب مُتمددة تُشبه الضباب.
السيانواسيتيلين هو أحد الجزيئات التي أُنتِجت في تجربة ميلر-يوري.[بحاجة لمصدر]